# 彼得·蓋格
彼得·蓋格（德語：Peter Geiger，德語發音：[ˈpeːtɐ ˈɡaɪɡɐ]；1942年10月22日—2025年4月6日），列支敦士登歷史學家，曾於列支敦士登研究所擔任歷史研究專員，主要專研1930年代及第二次世界大戰期間的列支敦士登歷史。

## 生平
蓋格於1942年10月22日出生於瑞士格勞賓登州克洛斯特斯。他於1958年至1962年間在羅爾沙赫接受師範教育，之後於1964年至1970年在蘇黎世大學及維也納大學修讀歷史、日耳曼學與羅曼學，1970年在蘇黎世大學獲得博士學位。他亦曾於1975年赴美國西雅圖留學一年。。
1970年至1987年間，他在聖加侖州布克斯擔任小學教師；其後於1987年至2007年在聖加侖師範大學（Pädagogische Hochschule St.Gallen）擔任講師。1995年至2025年間，他亦為弗里堡大學的私人講師。
1987年至2010年間，他於列支敦士登研究所擔任歷史研究專員，專注研究列支敦士登在1930年代及二戰時期的歷史。他亦涉獵其他研究範疇，如1848年革命及普奧戰爭對列支敦士登的影響。他亦是《列支敦士登親王國歷史辭典》的撰寫者之一。
2010年至2020年，蓋格出任列支敦士登－捷克歷史學者委員會共同主席。他著有多篇關於捷克與列支敦士登關係的文章，內容涵蓋土地改革、列支敦士登王朝在捷克的資產，以及二戰後的捷克斯洛伐克對居於當地的列支敦士登公民的財產徵收等議題。
2017年，他與魯珀特·夸德雷一同獲得由列支敦士登研究所與列支敦士登歷史學會聯合出版的紀念文集，以表彰其學術貢獻。
2025年4月6日，他因病辭世，享年82歲。

## 個人生活
蓋格生前居於沙恩。1971年4月13日，他與烏蘇拉·艾貝爾（Ursula Eberle）結婚，育有兩名子女。

## 外部連結
- 列支敦士登研究所對彼得·蓋格的介紹